# Green Bay Packers 1927
La stagione 1927 dei Green Bay Packers è stata la settima della franchigia nella National Football League. La squadra, allenata da Curly Lambeau, ebbe un record di 7-2-1, terminando seconda in classifica. 

## Calendario
| Stagione regolare |              |                             |           |        |
| Gara              | Data         | Avversario                  | Risultato | Record |
| 1                 | 18 settembre | Dayton Triangles            | V 14–0    | 1–0    |
| 2                 | 25 settembre | Cleveland Bulldogs          | V 12–7    | 2–0    |
| 3                 | 2 ottobre    | Chicago Bears               | S 6–7     | 2–1    |
| 4                 | 9 ottobre    | Duluth Eskimos              | V 20–0    | 3–1    |
| 5                 | 16 ottobre   | Chicago Cardinals           | V 13–0    | 4–1    |
| 6                 | 23 ottobre   | New York Yankees            | V 13–0    | 5–1    |
| 7                 | 6 novembre   | at Chicago Cardinals        | P 6–6     | 5–1–1  |
| 8                 | 13 novembre  | Dayton Triangles            | V 6–0     | 6–1–1  |
| 9                 | 20 novembre  | at Chicago Bears            | S 6–14    | 6–2–1  |
| 10                | 24 novembre  | at Frankford Yellow Jackets | V 17–9    | 7–2–1  |

## Classifiche
| Classifica NFL           |    |   |   |      |     |     |     |
|                          | V  | S | P | %    | PF  | PS  | STR |
| New York Giants          | 11 | 1 | 1 | .917 | 197 | 20  | V9  |
| Green Bay Packers        | 7  | 2 | 1 | .778 | 113 | 43  | V1  |
| Chicago Bears            | 9  | 3 | 2 | .750 | 149 | 98  | V2  |
| Cleveland Bulldogs       | 8  | 4 | 1 | .667 | 209 | 107 | V5  |
| Providence Steam Roller  | 8  | 5 | 1 | .615 | 105 | 88  | V3  |
| New York Yankees         | 7  | 8 | 1 | .467 | 142 | 174 | S4  |
| Frankford Yellow Jackets | 6  | 9 | 3 | .400 | 152 | 166 | S1  |
| Pottsville Maroons       | 5  | 8 | 0 | .385 | 80  | 163 | S1  |
| Chicago Cardinals        | 3  | 7 | 1 | .300 | 69  | 134 | S1  |
| Dayton Triangles         | 1  | 6 | 1 | .143 | 15  | 57  | S4  |
| Duluth Eskimos           | 1  | 8 | 0 | .111 | 68  | 134 | S7  |
| Buffalo Bisons           | 0  | 5 | 0 | .000 | 8   | 123 | S5  |

Note:
- I pareggi non venivano conteggiati ai fini della classifica fino al 1972.[2]